# Kalven (Årsunda socken, Gästrikland)
Kalven är en sjö i Sandvikens kommun i Gästrikland och ingår i Gavleåns huvudavrinningsområde.